# Фостер Провост
Фостер Провост  (англ. Foster Provost)  – професор та співробітник факультету NEC в Школі бізнесу Нью-Йоркського університету, де викладає програми MBA, бізнес-аналітики та наукових даних. Директор Ініціативи з науки про дані в Центрі технологій, бізнесу та інновацій Стерна Фубона. Має ступінь бакалавра з фізики та математики Університету Дюкейн, а також ступінь магістра наук й доктора філософії з області комп'ютерних наук Університету Піттсбурга. Засновник компанії з розробки програмного забезпечення «Detectica» (Нью-Йорк, США).
Фостер Провост відомий своєю роботою з оцінки алгоритмів машинного навчання з використанням ROC-аналізу, а також працями з аналізу даних в соціальних мережах, з об'єднання людей і машинного навчання, машинного навчання для цільового маркетингу, інтернет-реклами та моніторингу активності.
За свої заслуги Провост отримав ряд престижних нагород. У тому числі:
- Європейська дослідницька газета року 2017 (AIS & CIONET).[3]
- Краща стаття в журналі «Information Systems Research» 2015 року.[4]
- Нагорода «INFORMS Design Science» за маркетинг в соціальних мережах.
- «IBM Faculty Awards» за видатні дослідження в області інтелектуального аналізу даних і машинного навчання (2009).
- Президентська нагорода від NYNEX.
- «Best Paper Awards» від конференції ACM SIGKDD в 1997, 2008 та 2012 роках,[5] і
- Нагороди в щорічному конкурсі KDDCUP зі збору даних SIGKDD.[6]

Професор Провост входить до складу засновників п'яти стартапів, в тому числі Dstillery, Integral Ad Science (IAS), Everyscreen Media, Predicube і Detectica.
Також є співавтором (разом з Томом Фоусетом) книги «Data Science for Business», яка очолює списки бестселерів Amazon в області інтелектуального аналізу та моделювання даних.
Професор Провост є науковим консультантом Фонду ISI (присуджує премію Лагранжа), більше 6 років займав посаду головного редактора журналу «Machine Learning». Є членом редакційних колегій журналу досліджень машинного навчання (JMLR) і журналу «Data Mining and Knowledge Discovery» (DMKD / DAMI). Також був обраний членом-засновником Міжнародного товариства машинного навчання.
У 2019 році книгу Провоста - «Data Science для бізнесу. Як збирати, аналізувати і використовувати дані» - перекладено та опубліковано українською мовою (видавництвом «Наш Формат»).
Видання презентує основні принципи науки про дані, допомагає зрозуміти безліч методів з їх отримання задля покращення бізнесу. 

## Переклад українською
- Фостер Провост. Data Science для бізнесу. Як збирати, аналізувати і використовувати дані / Фостер Провост, Том Фоусет / пер. Анастасія Дудченко. — К.: Наш Формат, 2019.